# 康卡斯特
康卡斯特（英語：Comcast Corporation），曾用名“康卡斯特控股公司（Comcast Holdings）”，是一家位于美国的全球通讯业综合企业集团；通过Xfinity品牌，其收入在全球电信及有线电视市场均位居第一。康卡斯特同时是美国第二大付费电视服务商；第一大有线电视和家庭互联网接入服务商，以及第三大家庭电话服务商。康卡斯特集团在全美40个州和哥伦比亚特区提供商业服务。康卡斯特集团的总部位于美国宾夕法尼亚州的费城。自从2011年开始成为国际传媒集团NBC环球集团的所有者，康卡斯特集团也成为院线、无线电视、有线电视等渠道的电影与电视节目提供商。
康卡斯特集团拥有并运营Xfinity电讯和有线电视服务；全美无线电视联播网（全国广播公司和世界电视）；多个有线电视频道（包括MSNBC、CNBC、USA电视网、NBCSN、E!等）；电影制片公司（环球影业）以及位于加利福尼亚州洛杉矶、佛罗里达州奥兰多和日本大阪、中国北京的环球主题乐园及度假村。新加坡环球影城是康卡斯特集团运营的五大环球影城主题公园之一，但其所有权归云顶集团；而其他新环球主题乐园和度假村也将在未来兴建或选址。同时，康卡斯特集团在数字发行渠道方面也有诸多控股资产，例如在2006年收购的平台。2014年2月，康卡斯特集团与时代华纳有线达成一项价值452亿美元的股权置换协议。而根据这份协议，康卡斯特集团将最终全资拥有时代华纳有线公司。但是到了2015年4月24日，康卡斯特集团终止了该协议。康卡斯特集团在2017年6月与特许通信（Charter Communications）达成协议，将在晚些的时候就收购斯普林特进行独家谈判。
康卡斯特集团因为多种理由而备受批评；其有线电视服务的客户满意度位居业界后列。此外，康卡斯特集团过去曾违反网络中立性原则；尽管康卡斯特集团承诺恪守网络中立性的狭义定义，但是批评人士指出这个定义无视了康卡斯特专用网络服务与康卡斯特其他网络接入服务之间的差别。同时批评人士也指责康卡斯特的绝大多数服务地区缺乏竞争，有线电视服务商之间的竞争有限。此外还考虑到康卡斯特集团作为互联网接入服务商巨头的谈判能力，康卡斯特集团极可能利用付费对等原则来不公平地影响终端用户的互联网接入速度。同时由于康卡斯特同时拥有内容的制作能力和分发能力，这也引发了业界有关“垄断”的担忧。这些以及其他问题导致康卡斯特集团在2010年和2014年两度成为消费者票选出来的“全美最差公司”。

## 概况

### 领导层
康卡斯特集团在有些时候会被认为是家族企业。集团董事长、总裁兼首席执行官布莱恩·L·罗伯茨是集团联合创始人拉尔夫·J·罗伯茨的儿子。罗伯茨家庭拥有或控制大约1%的集团股份，但这些股份全都是B类超级投票权股份，这使得布莱恩在董事会上拥有“不可逾越的33%投票权”。法律专家苏珊·P·克劳福德表示这使得布莱恩“对（康卡斯特）每一步都有有效的控制”。2010年，布莱恩已经是全美薪酬最高的公司高管之一，其年薪高达3,100万美元。

### 办公处
康卡斯特集团的总部位于美国宾夕法尼亚州的费城，并同时在亚特兰大、底特律、丹佛、曼彻斯特和纽约市设有公司办事处。2005年1月3日，康卡斯特集团宣布将成为费城市中心康卡斯特中心的主要租户。这栋高达297（974英尺）的摩天大楼是宾夕法尼亚州的最高建筑。2014年夏天，康卡斯特集团在原集团总部直接相邻的地方开始修建第二栋高达342（1,122英尺）的摩天大楼。

### 劳资关系
媒体及康卡斯特集团的员工经常批评集团对劳资关系政策的暧昧。2012年，一篇由康卡斯特集团呼叫中心员工匿名发布在Reddit的帖子以强烈的语气向公众分享了他们在康卡斯特工作的消极体验，而这篇帖子引发了诸如《赫芬顿邮报》等媒体的关注。2014年，由The Verge发布的调查系列采访了150名康卡斯特集团的员工。它试图研究康卡斯特集团为何受到客户、媒体乃至其雇员的广泛批评。该报道系列声称造成现状的部分原因是康卡斯特集团的内部因素，因为其员工正在承受公司的不合理政策。据报道，“（康卡斯特集团）的客服服务已经被销售困扰所取代；技术人员人手不足且技术支持人员的培训不足；公司正备受内部分裂的困扰。”2014年11月，由另外一名康卡斯特集团客户服务中心的员工所匿名发布在Cracked.com的帖子引发了广泛阅读。这篇名为《当你为全美最差公司工作时的五大噩梦》声称康卡斯特集团痴迷于销售业绩，而没有对员工进行足够充分的培训，并声称“这套系统并不能为客户提供良好的服务”。
康卡斯特集团因其反工会的政策而知名。根据该集团的一本员工培训手册的说法，“康卡斯特不认为工会代表符合其员工、客户和股东的最佳利益”。2014年，代表大部分在俄勒冈州比弗顿康卡斯特集团员工利益的美国电讯工人联合会与集团发生争执，集团管理层威胁员工，要求他们参加反工会集会并对工会成员处以不必要的纪律处分。2011年，康卡斯特集团受到了美国编剧工会对其工会政策的批评。
尽管有上述批评，但是康卡斯特集团也依旧在数个“最佳工作场所”排名里榜上有名。2009年，杂志将康卡斯特列为“有线行业十大工作场所”，称赞其“规模、精明和远见”。无独有偶，《费城商业期刊》授予康卡斯特集团为费城特大公司银牌，而金牌得主则是康卡斯特集团旗下的子公司康卡斯特演出。2009年，《波士顿环球报》发现康卡斯特是费城最佳工作场所。员工多样性也是康卡斯特集团的一个强烈标志。2008年，《黑人企业》杂志将康卡斯特列为员工多样性公司的前15名。康卡斯特还被《华盛顿邮报》在其年度特刊上评选为“2014年度最佳工作场所”。人权战线给康卡斯特的企业平等指数（Corporate Equality Index）打分为100；同时也认为它是LGBT人群的最佳工作场所之一。

### 财务表现
康卡斯特集团股票从1999年的每股8.19美元增加至2009年的每股15美元，其账面价值增长近一倍；而收入也从1999年的60亿美元增加了六倍，达到了2009年的近360亿美元；净利润率也从1999年的4.2%提升至2009年的8.4%；经营利润率提高了31%；而股本回报率则在同一时间翻至6.7%。而在1999年到2009年之间，集团资本回报率增加了近2倍，达到了7%。根据康卡斯特集团的报告声称，在2012年第一季度，由于高速宽带网络用户的增加，其利润增长幅度高达30%。2014年，由于2月所举行的索契奥运会的缘故，康卡斯特集团在第一季度创造了11亿美元的收入。

### 游说及政治捐款
康卡斯特集团在2013年度为政治游说花费了1,880万美元，是美国单个公司或组织政治游说预算花销的第七高。集团雇佣了多名前国会议员为说客。美国国家有线电视与电信协会是美国第五大游说组织，其董事会拥有多名康卡斯特集团高管，同时它也是代表以康卡斯特集团为代表的美国有线电视产业；美国国家有线电视与电信协会在2013年度的游说花费高达1,980万美元。康卡斯特集团是贝拉克·奥巴马竞选美国总统时的最大支持者之一，集团副总裁戴维·科昂在2007年到2012年度为其募款220多万美元。许多消息都认为科恩在美国联邦政府内拥有一定的影响力，但是戴维·科恩并非美国注册的政治说客，理由是科恩用于政治游说的时间少于注册规定的20%。康卡斯特集团的政治行动委员会——康卡斯特与NBC环球政治行动委员会（Comcast Corporation and NBCUniversal Political Action Committee）是美国最大的政治行动委员会之一，从2011年到2012年，其为美国联邦政府各类候选人的竞选活动募款多达370万美元。康卡斯特集团也是美国国家有线电视与电信协会政治行动委员会（National Cable and Telecommunications Association Political Action Committee）的主要支持者，该政治行动委员会在2011年到2012年共募款约260万美元。康卡斯特集团是所有相关利益团体中为支持《禁止网络盗版法案》和《保护知识产权法案》花费最高的组织，为推动这两项立法的通过，康卡斯特集团共计花费了500万美元拥有相关游说。
康卡斯特集团同时还在州政府级别进行游说和组建政治行动委员会，例如其对田纳西州有线电信协会（Tennessee Cable Telecommunications Association）和华盛顿州宽带通讯协会（Broadband Communications Association of Washington）的政治行动委员会的支持。康卡斯特及其他有线服务公司已经游说州政府通过立法，限制或禁止个别城市提供公共宽带服务。不同程度的对市政宽带的限制法案已经在美国国内20个州获得通过。

### 慈善与公益事业
康卡斯特集团通过美国联邦政府的“教育宽带项目”向学校提供低成本的宽带及有线服务，并由普通宽带用户提供补贴。批评人士指出，诸多与康卡斯特集团有大额交易的公司或组织通过康卡斯特基金获取了高额利益。

## 历史

### 公司前身：美国有线系统
1963年，拉尔夫·J·罗伯茨联合他的两个商业伙伴丹尼尔·亚伦（Daniel Aaron）和朱利安·A·布罗德斯基以50万美元的价格从杰罗德电气手上购买了其分拆出来的子公司——美国有线系统公司（American Cable Systems）。当时，美国有线系统公司只是密西西比州图珀洛的一家小型有线电视运营公司，旗下拥有5个频道和12,000个客户。1965年，美国有线系统公司收购了美国商店广播公司（Storecast Corporation of America），这是一家布局超市的专业营销公司。随着商店广播公司成为米尤扎克的客户，美国有线系统公司在佛罗里达州奥兰多购买了第一批米尤扎克许可。

### 改名重组：通播公司

康卡斯特從1969年－1999年使用的識別標誌

康卡斯特從2000年－2012年使用的識別標誌

该公司在1969年的时候以“康卡斯特公司（Comcast Corporation）”的名字在宾夕法尼亚州重新注册。公司名“康卡斯特（Comcast）”源自英文单词“（通讯-通）”和“（广播-播）”的混搭,簡稱「通播」。康卡斯特公司的首次公开募股在1972年6月29日，当时市值约3,010,000美元。1977年，HBO频道首次在康卡斯特有线电视服务中推出，通过五天的免费观看在宾夕法尼亚州西部新增20,000名用户，注册转换率高达15%。
1986年，康卡斯特公司购买了西屋有线公司26%的股份，使其用户增加了一倍，达到了100万用户。同年，康卡斯特公司为QVC投资了3.8亿美元的创始投资。
尽管在1985年与科尔伯格-克拉维斯-罗伯茨公司的竞购战中，康卡斯特公司输掉了购买斯托勒通信公司的机会；但是在1986年与远程通讯集团的联合交易中，获得了斯托勒通信公司50%的股份。康卡斯特公司还在1988年以2.3亿美元的价格收购了美国移动网络公司（American Cellular Network Corporation），这是康卡斯特公司首次成为移动电话运营商。康卡斯特公司开始组建康卡斯特移动通讯部门。
2021年10月8日，Comcast Business（CMCSA）收购了位于德克萨斯州普莱诺的软件定义网络服务公司 Masergy。Masergy 在托管网络、云和安全服务方面拥有 20 多年的经验，为全球近 100 个国家/地区的 1,400 多家客户提供服务。此次收购将 Masergy 的服务与 Comcast Business 的先进网络相结合，使 Comcast Business 客户能够更有效地管理其国际运营和网络。 
2025年5月康卡斯特把包括USA、CNBC、MSNBC、Oxygen、E!、SYFY 和高爾夫頻道在內的有線電視網絡，還將容納數碼資產Fandango、Rotten Tomatoes、GolfNow、GolfPass和SportsEngine，分拆成新的上市公司Versant

## 公司架构

### 英國天空公司（Sky）
2018年9月25日康卡斯特成功以每股17.28英鎊(約合17.45美元)或306億英鎊(約合400億美元)現金收購英國天空公司（Sky）61%的股權，完成併購后，康卡斯特在全球將擁有約5200萬名客戶的付費電視營運商，令其電視王國延伸至歐洲的英國、意大利、德國。
2018年10月4日21世紀福斯以151億美元出售持有的英國天空公司（Sky）39.1%股權給康卡斯特

### 康卡斯特有线
康卡斯特有线是康卡斯特集团内部的有线服务事业部门，以Xfinity为主品牌向客户提供有线电视、互联网接入和固定电话等服务。除此之外，康卡斯特有线还用康卡斯特商业品牌向中小企业提供连接服务；而用康卡斯特企业（Comcast Enterprise）品牌向《财富》1000强企业提供连接服务。

### NBC环球
康卡斯特集团向自己的用户提供第三方电视节目内容，同时也向自己竞争对手的电视服务订阅用户及客户提供自己制作的节目内容。康卡斯特集团全部或部分拥有的节目渠道包括康卡斯特新闻制作部门、康卡斯特电视网、康卡斯特体育电视网、纽约体育电视网、棒球大联盟电视网、康卡斯特东南体育电视网 / 特许东南体育电视网、NBC体育电视网、高尔夫台、Syfy和USA电视网。2009年5月19日，华特迪士尼与ESPN公司同康卡斯特集团达成协议，允许康卡斯特在其服务上携带ESPNU和ESPN3两个频道的内容。美国奥委会与康卡斯特集团曾经考虑开通美国奥林匹克电视网，并计划在2010年温哥华冬奥会之后正式启动。这些计划后来被美国奥委会所搁置。目前美国奥委会与康卡斯特集团已经结束了创建美国奥林匹克电视网的计划。
康卡斯特集团的其他内容分发网络和资产还包括：E!、氧气频道、高尔夫台、NBCSN、环球儿童频道、美国精彩电视台和区域性质的康卡斯特体育电视网。当康卡斯特集团拥有NBC环球的大部分所有权之后，其内容分发网络和资产列表中又增加了许多有线频道。康卡斯特集团根据与美国冰球大联盟的协议，它们将在2007年10月份推出美国版的冰球大联盟电视网。
康卡斯特集团还拥有许多地方电视频道。例如康卡斯特集团拥有一个名为“康卡斯特电视网”的多元电视频道，专门为康卡斯特与有线电视系统公司的电视服务订阅用户提供内容。该频道为费城、巴尔的摩及华盛顿特区的观众提供新闻、体育及娱乐方面的电视节目；同时该频道也在纽约市、匹兹堡和里士满播出。2004年8月，康卡斯特集团为科罗拉多州的订阅用户开通了“康卡斯特娱乐电视台”，这是一个专注于科罗拉多州本地生活元素的电视频道。同时该频道也会播出一些国家冰球联盟和国家篮球协会的赛事，尽管当地负责上述两大联赛的转播机构是“高度体育与娱乐频道”。2006年1月，康卡斯特娱乐电视台成为科罗拉多州丹佛地区应急报警系统的主要播出频道。2006年，康卡斯特集团获得纽约体育电视网的少数股权，而该电视网的其他合作伙伴包括纽约大都会队和时代华纳有线。

#### 梦工厂动画
2016年4月28日，康卡斯特集团收购了梦工厂动画及其旗下的主要知识产权内容，这包括：《怪物史瑞克》、《驯龙高手》、《功夫熊猫》和《马达加斯加》等。

### 职业运动
1996年，康卡斯特集团从演出公司（Spectacor）创始人艾德·施耐德手里买下了公司的控股权。康卡斯特演出公司目前的控股资产包括国家冰球联盟球队费城飞人队及其在费城的主场体育馆。多年来，康卡斯特集团成为康卡斯特体育电视网、高尔夫台和NBCSN（曾先后用名“户外生活电视网（Outdoor Life Network）”和“对抗频道（Versus）”）的主要股权拥有者。2002年，康卡斯特集团向马里兰大学支付了2,500万美元，用于购买其帕克分校校区里新建篮球馆的冠名权。新球馆被命名为“XFINITY中心”，但在2002年建成开馆到2014年7月期间，这个球馆最初被命名为“康卡斯特中心”。

### 风险投资
康卡斯特集团于1999年1月成立该集团的第一支风险投资基金——康卡斯特互动资本（Comcast Interactive Capital）。在2011年前后，继集团收购了NBC环球之后，康卡斯特互动资本与NBC环球旗下的风投子公司孔雀股权基金（The Peacock Equity Fund）合并。合并后的公司起名为“康卡斯特风险投资（Comcast Ventures）”，目前这件公司投资的企业包括FanDuel、Vox传媒等。

### 脚注
1. ↑  在2001年与美国电报电话公司合并之前，母公司名为“康卡斯特控股公司”。而现在“康卡斯特控股公司”是“康卡斯特”的子公司，而不再作为母公司存在。（参见彭博社上有关康卡斯特控股公司的资料） 从技术上来讲，目前的母公司当初名为“CAB控股公司”，而在改名为“康卡斯特”之前曾用名“美国电报电话”。（参见2002年11月8K/A报表和2002年11月S-4文件）

### 出典
1. ↑  .   [2016-11-05]. （原始内容存档于2021-03-20）.
2. ↑  .   [2016-11-05]. （原始内容存档于2021-03-20）.
3. ↑  .   [2018-04-24]. （原始内容存档于2014-09-03）.
4. ↑  . Reuters.   [2014-04-22]. （原始内容存档于2021-03-20）.
5. 1 2  IfM - Comcast/NBCUniversal, LLC （页面存档备份，存于）. Institute of Media and Communications Policy Mediadb.eu (undated). Retrieved on June 11, 2015.
6. 1 2 3 4 5  .   [2018-04-24]. （原始内容存档于2021-08-20）.
7. ↑  .   [2016-02-08]. （原始内容存档于2017-03-02）.
8. ↑  Valuentum. . 2016-06-21  [2018-04-24]. （原始内容存档于2021-10-09）.
9. ↑  Comcast 2008 Form 10-K （页面存档备份，存于）, files.shareholder.com
10. ↑  . Forbes.   [2017-06-15]. （原始内容存档于2018-06-18） （英语）.
11. ↑  . secdatabase.com.   [2013-03-27]. （原始内容存档于2016-11-07）.
12. ↑   (PDF). secdatabase.com.   [2013-03-27]. （原始内容 (PDF)存档于2016-11-07）.
13. ↑  . secdatabase.com.   [2013-03-27]. （原始内容存档于2013-05-21）.
14. ↑  (2013-03-19)  （页面存档备份，存于）. Deadline, "Comcast Completes Acquisition Of GE’s 49% Stake In NBCUniversal". Retrieved on 2013-03-19.
15. ↑  . secdatabase.com.   [2013-03-27]. （原始内容存档于2013-05-21）.
16. ↑  Comcast and Time Warner Cable to merge in $45.2bn deal Archive.today的存檔，存档日期2014-02-14. Broadcast Communications. Retrieved on 2014-02-14.
17. ↑  . Ars Technica.   [2017-06-30]. （原始内容存档于2017-06-07） （美国英语）.
18. ↑  . corporate.comcast.com.   [2017-06-30]. （原始内容存档于2017-07-09） （英语）.
19. ↑  . 2017-06-27  [2018-04-24]. （原始内容存档于2017-12-23） –www.bloomberg.com.
20. ↑  Consumerist. . PR Newswire. 2010-04-26  [2014-03-31]. （原始内容存档于2021-02-16）.
21. ↑  J.D. Power Releases 2008 Residential Television Service Satisfaction Survey （页面存档备份，存于）. News.ecoustics.com. Retrieved on 2011-07-08.
22. ↑  Dara Kerr. . Cnet. 2014-03-20  [2014-03-31]. （原始内容存档于2021-02-01）.
23. ↑  Modine, Austin. (2009-01-21) TheRegister.co.uk （页面存档备份，存于）. TheRegister.co.uk. Retrieved on 2011-07-08.
24. ↑  Michael Hiltzik. . Los Angeles Times. 2013-08-23  [2014-03-31]. （原始内容存档于2014-04-02）.
25. ↑  . Consumerist. 2014-04-08  [2015-01-16]. （原始内容存档于2014-10-09）.
26. ↑  Paramore, Lynn Stuart. . Salon. 2014-08-30  [2015-01-25]. （原始内容存档于2021-05-06）.
27. ↑  Pearlstine, Norman. . Bloomberg Businessweek. 2012-08-09  [2014-03-26]. （原始内容存档于2014-09-16）. Comcast (CMCSA) is a 49-year-old family company that morphed into a media behemoth with the 2011 purchase of NBCUniversal.
28. ↑  All of Comcast's class B common stock, which controls 33.3% of voting power, is owned by CEO Brian Roberts. (see . Comcast. 2004-09-21  [2014-03-21]. （原始内容存档于2014-12-17）.)
29. 1 2  Crawford, Susan. . Yale University Press. 2013: 67. ISBN 0300167377.
30. ↑  Comcast Corporate Overview （页面存档备份，存于）. Comcast.com. Retrieved on 2011-07-08.
31. ↑  Bob Fernandez. . The Philadelphia Inquirer. 2014-01-17  [2014-03-27]. （原始内容存档于2014-02-19）.
32. ↑  . The Huffington Post.   [2015-01-16]. （原始内容存档于2017-09-15）.
33. ↑  . The Philadelphia Inquirer.   [2015-01-16]. （原始内容存档于2017-09-15）.
34. ↑  . Cracked.   [2015-01-16]. （原始内容存档于2014-12-29）.
35. ↑  Cameron W. Barr. . The New York Times. 2004-09-06  [2014-02-27]. （原始内容存档于2021-02-16）.
36. ↑  Comcast Systematically Squeezing Out Unions （页面存档备份，存于）, Northwest Labor Press, 2004.
37. ↑  Comcast Seeking to Destroy Writer's Guild, Members Say （页面存档备份，存于）, CNN's the Wrap, 2011.
38. ↑  2009 Top 10 Places to Work in Cable Archive.today的存檔，存档日期2013-01-18, CableFAX, 2009-10-27.
39. ↑  Silver Winner - Extra-Large Company Comcast Corp. （页面存档备份，存于）, Philadelphia Business Journal, 2009-10-16.
40. ↑  Gold Winner - Extra-Large Company: Comcast-Spectacor, Philadelphia Business Journal, 2009-10-16.
41. ↑  A cable company that listens （页面存档备份，存于）, The Boston Globe, 2009-11-08.
42. ↑  The 15 Best Companies for Workforce Diversity （页面存档备份，存于）, Black Enterprise, 2008-07-10.
43. ↑  . www.topworkplaces.com. The Washington Post Magazine.   [2014-08-06]. （原始内容存档于2017-09-15）.
44. ↑   (PDF). www.hrc.org/. Human Rights Campaign.   [2013-12-16]. （原始内容存档 (PDF)于2016-12-20）.
45. ↑  Campaign, Human Rights. . Human Rights Campaign.   [2016-12-13]. （原始内容存档于2019-04-12）.
46. ↑  Malcolm Berko: Taking stock （页面存档备份，存于）, The State Journal-Register, 2009-10-07.
47. ↑  . Los Angeles Times. 2012-05-02  [2013-03-03]. （原始内容存档于2021-10-19）.
48. ↑  Reuters （页面存档备份，存于） 2014-042-22 Reuters
49. 1 2  . Center for Responsive Politics.   [2014-02-21]. （原始内容存档于2019-06-13）.
50. 1 2  Eric Lipton. . The New York Times. 2014-02-20  [2014-02-21]. （原始内容存档于2021-02-16）.
51. ↑  . The New York Times. 2012-09-13  [2014-05-07]. （原始内容存档于2017-11-19）.
52. ↑  Justin Sink. . The Hill. 2014-02-13  [2014-05-07]. （原始内容存档于2014-03-07）.
53. ↑  Cecilia Kang. . The Washington Post. 2012-10-22  [2014-03-07]. （原始内容存档于2022-01-22）.
54. ↑  Jonathan Tamari. . The Philadelphia Inquirer. 2014-03-04  [2014-03-07]. （原始内容存档于2016-03-04）.
55. ↑   (PDF). Federal Election Commission.   [2014-03-09]. （原始内容 (PDF)存档于2014-02-13）.
56. ↑   (PDF). Federal Election Commission.   [2014-03-11]. （原始内容 (PDF)存档于2014-02-13）.
57. ↑  . Center for Responsive Politics.   [2014-03-11]. （原始内容存档于2019-06-09）.
58. ↑  David Goldman. . CNN Money. 2012-01-25  [2014-03-27]. （原始内容存档于2021-08-18）.
59. ↑  Andy Sher. . Times Free Press. 2011-05-30  [2014-03-15]. （原始内容存档于2014-03-28）.
60. ↑  Andrea Peterson. . The New York Times. 2013-10-31  [2014-03-15]. （原始内容存档于2016-03-08）.
61. ↑  Emily Badger. . The Atlantic. 2011-11-04  [2014-03-27]. （原始内容存档于2014-03-28）.
62. ↑  Jon Brodkin. . Ars Technica. 2014-02-12  [2014-03-27]. （原始内容存档于2022-02-11）.
63. ↑  Todd Shields. . Bloomberg. 2013-12-06  [2014-03-25]. （原始内容存档于2014-09-15）.
64. ↑  Jason McLure. . Center for Public Integrity. 2013-06-06  [2015-02-09]. （原始内容存档于2013-06-10）.
65. ↑  David D. Kirkpatrick. . The New York Times. 2003-02-24  [2014-08-27]. （原始内容存档于2021-10-11）.
66. 1 2 3 4 5 6 7  Farrell, Mike. . Multichannel News (NewBay Media). 2015-06-19  [2015-06-19]. （原始内容存档于2017-09-15）.
67. ↑  Associated Press. . Seattle Times. 2011-01-18  [2014-02-14]. （原始内容存档于2014-02-24）.
68. ↑  Businessweek.com （页面存档备份，存于） Brian Roberts: High-Speed Pipes, Business Week, 2002-10-01.
69. ↑  . Comcast.   [2014-02-14]. （原始内容存档于2014-02-09）.
70. ↑  . 2992-08-10.   [2014-02-14]. （原始内容存档于2016-03-04）.
71. ↑  . Securities and Exchange Commission.   [2013-03-27]. （原始内容存档于2013-05-21）.
72. ↑  GERALDINE FABRIKANT. . The New York Times. 1988-04-25  [2014-02-25]. （原始内容存档于2021-10-19）.
73. ↑  Reuters. . The New York Times. 1988-02-11  [2014-02-15]. （原始内容存档于2021-04-25）.
74. ↑  . 美股之家. 2021-10-08  [2021-10-09]. （原始内容存档于2021-11-25）.
75. ↑  Editorial, Reuters. . Reuters.   [2017-06-15] （美国英语）.
76. ↑  "Comcast adds ESPNU and ESPN360.COM to line up with content on television, on demand and online". espnmediazone.com, Comcast press release, 2009-05-19. Accessed 2009-10-12. （页面存档备份，存于）
77. ↑  Comcast, U.S. Olympic Committee to Launch Cable Net Archive.today的存檔，存档日期2012-09-05, Mediaweek, 2009-07-08
78. ↑  U.S. Olympic Cable Network Put on Hold[永久], Mediaweek, 2009-08-17
79. ↑  U.S.O.C. Ends Plans for Its Own Olympic Channel （页面存档备份，存于）, The New York Times, 2010-04-22
80. ↑  Limbong, Andrew. . NPR. 2016-04-29  [2016-05-02]. （原始内容存档于2021-02-03）.
81. ↑  Stelter, Brian. . CNN Money. 2016-04-28  [2016-05-02]. （原始内容存档于2021-08-16）.
82. ↑  Ortutay, Barbara. . KQED Arts (KQED). Associated Press. 2016-04-29  [2016-05-02]. （原始内容存档于2017-09-18）.
83. ↑  Steele, Anne; Fritz, Ben; Mattioli, Dana. . The Wall Street Journal. 2016-04-28  [2016-05-02]. （原始内容存档于2022-02-02）.
84. ↑  Bill Fleischman. . The Philadelphia Inquirer. 2996-03-22  [2014-02-16]. （原始内容存档于2016-03-04）.
85. ↑  Peter Key. . Philadelphia Business Journal. 1999-07-05  [2014-02-21]. （原始内容存档于2017-09-15）.
86. ↑  Mike Farrell. . MultiChannel News. 2011-05-26  [2014-02-21]. （原始内容存档于2014-02-28）.
87. ↑  Darren Heitner. . Forbes. 2013-01-30  [2014-02-16]. （原始内容存档于2021-02-16）.
88. ↑  staff. . CityBizList Philadelphia. 2013-10-15  [2014-02-16]. （原始内容存档于2014-02-22）.